# Tomasz Maciej Trojanowski
Tomasz Maciej Trojanowski (ur. w 1965 w Warszawie) – polski pisarz. Pisze powieści i opowiadania  dla dzieci i młodzieży. Jest laureatem Nagrody Literackiej im. Kornela Makuszyńskiego
Ukończył studia pedagogiczne na Uniwersytecie Warszawskim. Od 1995 roku współpracuje z Teatrem Polskiego Radia jako autor scenariuszy słuchowisk. Jest też dziennikarzem telewizyjnym i nauczycielem.

## Twórczość
- Kocie historie – opowiadania dla dzieci (Wydawnictwo Philip Wilson, Warszawa 1997)[2]
- Julka i Koty: kocich historii część II – opowiadania dla dzieci (Wydawnictwo Literatura, Łódź 2003)[2]
- Kocie historie – nowe przygody: kocich historii część III – opowiadania dla dzieci (Wydawnictwo Literatura, Łódź 2006)[2]
- Włochacz i obca cywilizacja: minipowieść fantastyczno-przygodowa – opowiadanie dla dzieci (Wydawnictwo „Nasza Księgarnia”, Warszawa 2007)[2]
- Wielki powrót – opowiadania dla dzieci (Wydawnictwo W.A.B., Warszawa 2007)[3][4]
- Dziobaś i inni – opowiadania dla dzieci (Wydawnictwo Literatura, Łódź 2008)[2]
- Uciekinierzy – powieść dla dzieci (Wydawnictwo W.A.B., Warszawa 2008)[2][5]
- Kosmiczne komplikacje czyli... Cztery opowiadania z przewrotką – opowiadanie dla dzieci (Wydawnictwo Literatura, Łódź 2009)[2]
- Misja Lolka Skarpetczaka – powieść dla dzieci (Wydawnictwo Literatura, Łódź 2011)[2]
- Odlot – zbiór czternastu oryginalnych scenariuszy słuchowisk Polskiego Radia (Wydawnictwo Adam Marszałek, Toruń 2011)[1][2]
- Stroiciel – powieść dla młodzieży (Wydawnictwo Literatura, Łódź 2014)[1][2]

## Nagrody i nominacje
- Nagroda Literacka im. Kornela Makuszyńskiego w 1998 roku za książkę Kocie historie[6]
- Nominacja do tytułu „Literacka Książka Roku 2007” i „Graficzna Książka Roku 2007” Polskiej Sekcji IBBY za książkę Wielki powrót (ilustracje: Nika Jaworowska)[4]
- Nominacja do tytułu „Graficzna Książka Roku 2008” Polskiej Sekcji IBBY za książkę Uciekinierzy (ilustracje: Nika Jaworowska)[5]
- Wyróżnienie w kategorii „Książka Roku 2014” Polskiej Sekcji IBBY za książkę Stroiciel IBBY – Polska Sekcja
- Wyróżnienie w VII Konkursie Literatury Dziecięcej im. Haliny Skrobiszewskiej za książkę Stroiciel (Książka została wpisana na Listę Skarbów Muzeum Książki Dziecięcej 2014)
- Nagroda za scenariusz oryginalny w kategorii słuchowisk na XV Festiwalu Teatru Polskiego Radia i Teatru Telewizji Polskiej "Dwa Teatry - Sopot 2015" za słuchowisko Drzazgi
- Nagroda publiczności dla spektaklu Teatru Telewizji Polskiej "Misja Lolka Skarpetczaka", reż. Anna Wieczur, XXI Festiwal Teatru Polskiego Radia i Teatru Telewizji Polskiej "Dwa Teatry - Zamość 2022"[7]